# Opera nazionale di assistenza all'infanzia delle regioni di confine
L'Opera nazionale di assistenza all'infanzia delle regioni di confine (sigla ONAIRC) fu un istituto previdenziale italiano, nato nel 1919 a Roma come Istituto per l'Italia Redenta. Successivamente lo Stato aprì una Direzione generale a Trento e alcune direzioni regionali. 
L'ente operò principalmente in Friuli-Venezia Giulia e in Trentino-Alto Adige allo scopo di assistere le popolazioni delle "terre redente", particolarmente tramite provvedimenti a favore della prima infanzia costruendo e gestendo scuole materne e preparando il personale didattico predisposto all'educazione dei bambini. 
Per quanto riguarda il caso del Friuli-Venezia Giulia, gli asili e le scuole materne che si trovavano sotto la giurisdizione dell'AMG e del Territorio Libero di Trieste passarono sotto l'egida della Lega Nazionale (per il settore A) e, presumibilmente, sotto la direzione jugoslava per il settore B.
L'Ente inoltre aveva il compito di offrire e gestire corsi e scuole professionali e culturali per popolazioni di queste zone. Nel 1961 cambiò denominazione da ONAIR (Opera Nazionale di Assistenza all'Italia Redenta) a ONAIRC.
Con D.P.R. 4 luglio 1977 n. 599 l'ente venne soppresso dal Governo Andreotti III.

## Pubblicazioni
- Michela Minesso, Welfare e minori. L'Italia nel contesto europeo del Novecento, Milano, FrancoAngeli Storia, 2011, ISBN 8856864738,.